# United States Railroad Administration
 (février 2016).
Si vous disposez d'ouvrages ou d'articles de référence ou si vous connaissez des sites web de qualité traitant du thème abordé ici, merci de compléter l'article en donnant les références utiles à sa vérifiabilité et en les liant à la section « Notes et références ».
Ne pas confondre avec l'United States Railway Association qui avait supervisé Conrail en 1974.
L'United States Railroad Administration (USRA - Administration des chemins de fer des États-Unis) est le nom donné à la nationalisation des chemins de fer des États-Unis qui eut lieu entre 1917 et 1920. Ce fut peut-être la plus grande expérience américaine en matière de nationalisation, et elle a été entreprise dans un contexte d'urgence du fait de la guerre.

## Contexte
Le 6 avril 1917, les États-Unis s'engagèrent dans la Première Guerre mondiale et très vite les chemins de fer du réseau national se révélèrent insuffisants pour répondre aux demandes de l'effort de guerre de la nation. Il y avait plusieurs sources à ce problème. Bien que les transporteurs eussent fait des investissements massifs dans les premières années du XXe siècle, il y avait encore des insuffisances dans les gares, les voies ferrées et le matériel roulant. L'inflation a frappé l'économie américaine, et quand en 1906 le Congrès a habilité l’Interstate Commerce Commission (ICC) à fixer les prix maximum pour les tarifs d'expédition, les entreprises ferroviaires eurent des difficultés à obtenir des revenus suffisants pour suivre le rythme de la hausse des coûts. L'ICC permit cependant certaines augmentations de tarifs. En outre, les investisseurs avaient développé de manière expansive les réseaux ferrés du pays et donc vers la fin de 1915, un-sixième de toutes les voies de chemins de fer des États-Unis appartenait à des 
réseaux en faillite. Les syndicats des chemins de fer (communément appelé « confréries »), désireux de diminuer le temps de travail et d'obtenir un meilleur salaire, menacèrent de déclencher la grève au cours du second semestre de 1916. Pour éviter une grève, le président Woodrow Wilson assura le passage au Congrès de la Loi Adamson, qui a donné la journée de huit heures comme standard de l'industrie. Quand la Cour suprême des États-Unis eut statué que la loi était constitutionnelle, les transporteurs n'obtempérèrent[Quoi ?]. 
Les chemins de fer ont tenté de se coordonner pour soutenir l'effort de guerre en créant le Railroads' War Board (« Conseil de guerre des chemins de fer ») mais une enquête judiciaire antitrust fut lancée et le gouvernement mit en place d'autres barrières réglementaires. Les observateurs ont noté par exemple que les pratiques concurrentielles qui ont parfois prévalu n'allaient pas dans le sens du meilleur intérêt pour une mobilisation efficace. En outre, les ministères ont recherché prioritairement à faire de l'expédition pour leur propre compte et la congestion des triages, des terminaux et des installations portuaires, compliqua énormément les activités des sociétés de chemins de fer.
En décembre 1917, l'ICC recommande le contrôle fédéral de l'industrie ferroviaire pour assurer un fonctionnement efficace. Les gains en efficacité ont été au-delà des espérances, en réduisant la congestion du trafic et en accélérant la circulation des marchandises. Le président Wilson a rendu une ordonnance de nationalisation le 26 décembre 1917.

## Les changements et les nouveaux équipements
Le changement arriva rapidement. Les chemins de fer ont été organisées en trois divisions : Est, Ouest et Sud. Les services aux voyageurs existant en doublons ont été supprimés ; les services coûteux et trop exigeants en personnel des voitures-lits ont été réduits et des tarifs spéciaux ont été appliqués afin de décourager leur utilisation. 
Un uniforme de contrôleur des billets a été institué, et des services concurrents sur les différents chemins de fer anciens ont été réduits. Les gares, terminaux, équipements et services commerciaux furent mutualisés.
Plus de 100 000 wagons et 1 930 locomotives à vapeur ont été commandés pour un coût de 380 millions de dollars, l'ensemble des nouveaux plans du matériel USRA, ont été mis à jour et standardisés pour être les meilleurs possibles afin de remplacer une grande partie de l'équipement désuet. Avant que les nouveaux types USRA locomotive standard soient construits et livrés, les locomotives dont les constructeurs disposaient déjà, ont été affectées à différents réseaux. Des locomotives 2-8-0 du type Consolidation (type 140 pour le système français) , construites par la Baldwin Locomotive Works pour le transport et l'utilisation en France ont été mis à disposition des réseaux. Puis des locomotives 2-10-0 (150 pour le système français) du type Decapod construites pour la Russie impériale, à la fois par l'ALCO et par Baldwin, mais bloquées aux États-Unis par la révolution russe de 1917 ont également été mises à la disposition des réseaux. L'USRA a loué ces locomotives.
Des machines livrées en France après la Seconde Guerre mondiale étaient dérivées de la Mikado légère USRA ou de la Mikado lourde USRA.

## Progression
Le 21 mars 1918, le Railway Administration Act est mis en vigueur et l'ordre de nationalisation décidé par le président Wilson en 1917 est confirmé. Wilson nomme son gendre William Gibbs McAdoo, Secrétaire au Trésor, directeur général de la nouvelle USRA.
La loi garantit le retour des réseaux à leurs anciens propriétaires dans les 21 mois suivant le traité de paix et la garantie que leurs biens seraient remis au moins en aussi bon état que lors de leur prise en charge. Il garantit également une indemnisation pour l'utilisation de leurs actifs selon la base du revenu moyen d'exploitation des réseaux durant les trois années précédant la nationalisation. Cet acte fixe de manière forte que la nationalisation ne sera que temporaire, elle n'était pas nécessairement définie comme telle auparavant.
Les salaires et les taux pour les transports des passagers et des marchandises de l'USRA ont considérablement augmenté en 1918. Les salaires ayant été augmentés de manière disproportionnée pour les salariés les moins bien payés, cela s'est avéré impopulaire parmi ceux qui avaient les plus hauts salaires. En novembre 1918, McAdoo ayant dû quitter son poste, Walker Hines le remplace en tant que directeur général. 
Le Congrès a adopté la Loi dite Esch-Cummins Act (en) en février 1920 qui a considérablement accru les pouvoirs de l'Interstate Commerce Commission (ICC) sur les chemins de fer et l'autorité de l'USRA a pris fin le 1er mars 1920. L'ICC a reçu des pouvoirs pour approuver ou rejeter les fusions de sociétés de réseaux ferroviaires, de fixer les taux, pour approuver ou rejeter les abandons de service et des responsabilités de supervision supplémentaires. Le gouvernement a également accordé des garanties financières aux réseaux ferroviaires après leur avoir rendu le contrôle et ce afin d'assurer leur survie financière.

## Conclusion

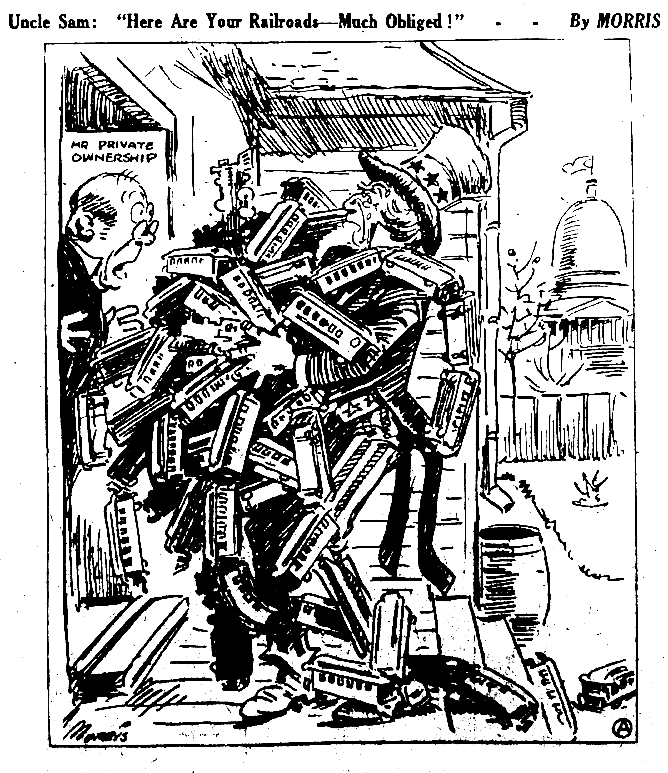
L'Oncle Sam rend les chemins de fer aux propriétaires en 1920.

Il est estimé que l'USRA et la nationalisation des chemins de fer américains entre le 28 décembre 1918, et le 1er mars 1920, a coûté au gouvernement des États-Unis 1,12 milliard de dollars américains, ce qui représentait une énorme somme d'argent à l'époque (
14 milliards de dollars actuels). L'USRA est généralement considérée comme ayant été efficace pour répondre aux besoins de l'effort de guerre, mais à un prix élevé.
Les locomotives construites par l'USRA et les plans standards de l'USRA ont été un immense succès, et après la guerre ont été copiés en grand nombre, devenant la référence pour les constructeurs de locomotives aux États-Unis qui ont adopté les dessins et les modèles standards. En effet, la dernière locomotive à vapeur construite pour un chemin de fer de classe 1 a été une copie d'un type USRA 0-8-0 (en) de la Norfolk & Western Railway. 
La conception de leurs wagons de marchandises était nettement plus controversée mais ils étaient le fruit d'améliorations apportées à des types de wagons déjà dépassés et ce avant leur mise en service à l'USRA. Cependant, l'afflux de nouvelles locomotives, de voitures et de wagons modernes, fournis « gratuitement », contribua à la renaissance des réseaux privés à la santé financière chancelante et à la mise en place dans les années entre la Première Guerre mondiale et la Grande Dépression de ce qui fut un peu l'« âge d'or » pour l'exploitation ferroviaire.
L'expérience n'a pas été répétée. Durant la Seconde Guerre mondiale, les chemins de fer privés ont participé à l'effort de guerre de manière admirable mais certains grands réseaux de la côte Est se sont appauvris, annonçant pour plus tard un effondrement du chemin de fer dans cette région.